# Aphrodite (didżej)
Aphrodite – właściwie Gavin King, brytyjski DJ i producent muzyki drum and bass.
Aphrodite jest jednym z bardziej rozpoznawanych przedstawicieli stylu jump-up, czyli tanecznej odmiany drum'n'bass z charakterystyczną linią basową. Aphrodite nagrywał jako Alladin i Amazon II (ragga projekt prowadzony z Tony B.). Swą karierę rozpoczął w 1995 roku gdy jego utwory zaczęli miksować na imprezach DJ-e tacy jak Hype czy Zinc. Jego wczesne nagrania to ragga, dopiero pod koniec 1995 i w roku następnym przekroczył granice tego stylu, nagrywając takie utwory jak Woman That Rolls, Mash Up Your, King of the beats czy Dub Moods. Większość produkcji Aphrodite ukazała się nakładem jego własnej wytwórni Aphrodite Recordings. Jest on również posądzany o serie tak zwanych białych bootlegów jungle z remiksami Mission: Impossible i No Diggity. W 2015 roku, Aphrodite powrócił po dłuższej przerwie z nowymi singlami. Dla własnej wytwórni Aphrodite Recordings wydał Assignment Space/Beautiful Dub oraz Acid To The Sound/Two Bass. Rok później postarał się o reedycję swojego junglowego hitu King of The Beats. 2017 rok to dla producenta kolejny powrót z szerokim rozgłosem. Singiel Let It Roll stał się hymnem czeskiego festiwalu o tej samej nazwie i znalazł się na promującej go składance Let It Roll: Drum & Bass, Vol. 2. 

## Dyskografia

### Albumy[3]
- Aphrodite (1999)
- Urban Jungle (1999)
- Aftershock (2002)
- Urban Junglist (2003)
- Overdrive (2005)
- Break In Reality (2007)